# .22 Acelerador
El .22 Accelerator es una carga especial de los cartuchos .30-30 Winchester, .308 Winchester y .30-06 Springfield que fabrica Remington .

## Descripción
Consiste en un sub calibre de 0.224 pulgadas de diámetro colocado en una base calibre .30 de 7 granos alojada en uno de los casquillos de los cartuchos descritos arriba. 

## Uso
Permite usar calibres de caza mayor para la caza menor y práctica de tiro.